# Dark Hedges
Дарк Хеджес (с англ. «Темные изгороди») — буковая аллея, которая тянется вдоль Брегаг-роуд между деревушками Армой и Странокум в графстве Антрим, Северная Ирландия. Деревья образуют атмосферный тоннель, в котором снимали некоторые сцены популярного телесериала HBO «Игра престолов», после чего аллея стала туристической достопримечательностью.
Буковая аллея Дарк Хеджес — одно из самых фотографируемых природных мест Северной Ирландии.

## История
Примерно в 1775 году Джеймс Стюарт построил здесь дом и назвал его Грейсхилл Хаус в честь своей жены Грейс Линд. А чтобы подъезд к дому выглядел впечатляюще, Стюарт высадил вдоль дороги, ведущей к усадьбе, больше 150 буков.

## Легенда
Бытует легенда, что по аллее Дарк Хеджес по сей день разгуливает призрак Серой Леди. Привидение якобы то проезжает по дороге, то просто снуёт от дерева к дереву. Одни думают, что Серая Леди — это дух дочери Джеймса Стюарта Маргарет по прозвищу «Кросс Пегги». Другие считают, что это душа одной из горничных, умершей при загадочных обстоятельствах. Третьи верят в то, что Серая Леди приходит с заброшенного кладбища под полями, а на Хэллоуин к ней присоединяются и другие духи из забытых могил.

## Место съемок
На аллее Дарк Хеджес снимали сцены для «Королевского тракта», второго эпизода первого сезона сериала канала HBO «Игра престолов». Местные буки также засветились в фильме «Трансформеры: Последний рыцарь» 2017 года.

## Природоохранный статус
В 2004 году вышел приказ об охране деревьев, призванный обеспечить сохранность буковой аллеи и уход за деревьями, а в 2009 году был создан Целевой фонд по сохранению Дарк Хеджес. Из 150 деревьев, изначально посаженных семьей Стюарт, к 2016 году осталось около 90. Исследование, проведенное в 2014 году, показало, что буки находятся в разном состоянии и в непогоду подвержены особенному риску. В январе 2016 года два дерева были уничтожены и одно повреждено ураганом «Гертруда» Другое дерево рухнуло из-за шторма «Дорис» в феврале 2017 года. Ураган «Гектор» свалил еще один старый бук в июне 2018 года, другое буковое дерево не перенесло мощных порывов ветра в январе 2019 года.. Чем больше посетителей принимает Дарк Хеджес — тем больше растет обеспокоенность по поводу того, что автомобили повреждают корни деревьев, а на самих буках появляются граффити и сектантские лозунги. Благотворительный фонд Woodland Trust заявил, что активное дорожное движение по старинной буковой аллее может привести к тому, что деревья, корни которых проходят у самой поверхности земли, проживут меньше двадцати лет В 2017 году Департамент инфраструктуры объявил о планах закрыть Дарк Хеджес для транспорта из-за количества посетителей, которые могут привести к повреждению и разрушению аллеи.. 30 октября 2017 года вступил в силу запрет на езду по дороге между местами её пересечения с Баллинли-роуд (Ballinlea Road) и Балликенвер-роуд (Ballykenver Road). Исключения могут быть сделаны только в особых случаях и только для аварийного и сельскохозяйственного транспорта.
По состоянию на весну 2020 года аллея Дарк Хеджес полностью пешеходная.

Бесплатная парковка открыта при местном отеле и действует только для его постояльцев. Аллея Дарк Хеджес включена в список 12 лучших маршрутов для путешествия на машине по Великобритании и Ирландии. 

## Дополнительная информация
- Barker, Hugh. Hedge Britannia: A Curious History of a British Obsession (англ.). — London, U.K.: Bloomsbury USA, 2012. — ISBN 9781408801864.